# Jenny Lamyová
Jennifer Frances „Jenny“ Lamyová (* 28. února 1949) je bývalá australská sprinterka. Lamyová si mezinárodní debut odbyla v roce 1966 na Commonwealth Games v Kingstonu (Jamajka) kde získala stříbrnou medaili v závodě na 220 yardů za krajankou Dianne Burge.